# Miletus epidurus
Miletus epidurus är en fjärilsart som beskrevs av Hans Fruhstorfer 1913. Miletus epidurus ingår i släktet Miletus och familjen juvelvingar. Inga underarter finns listade i Catalogue of Life.